# Hale Common
Hale Common – osada w Anglii, na wyspie Wight. Leży 7 km na południowy wschód od miasta Newport i 122 km na południowy zachód od Londynu.